# Amplicephalus chacus
Amplicephalus chacus är en insektsart som beskrevs av Cheng 1980. Amplicephalus chacus ingår i släktet Amplicephalus och familjen dvärgstritar. Inga underarter finns listade i Catalogue of Life.